# Alpint skiløb under vinter-OL 2014
Konkurrencerne i alpint skiløb under vinter-OL 2014 blev afholdt på skisportsstedet Roza Khutor ved Krasnaja Poljana, Rusland, i perioden 9. februar til 22. februar 2014.

## Medaljevindere

### Mænd
| Disciplin        | Guld           | Guld    | Sølv                | Sølv    | Bronze                | Bronze  |
| ---------------- | -------------- | ------- | ------------------- | ------- | --------------------- | ------- |
| Styrtløb         | Matthias Mayer | 2:06,23 | Christof Innerhofer | 2:06,29 | Kjetil Jansrud        | 2:06,33 |
| Super G          | Kjetil Jansrud | 1:18,14 | Andrew Weibrecht    | 1:18,44 | Jan Hudec Bode Miller | 1:18,67 |
| Superkombination | Sandro Viletta | 2:45,20 | Ivica Kostelić      | 2:45,54 | Christof Innerhofer   | 2:45,67 |
| Storslalom       | Ted Ligety     | 2:45,29 | Steve Missillier    | 2:45,77 | Alexis Pinturault     | 2:45,93 |
| Slalom           | Mario Matt     | 1:41,84 | Marcel Hirscher     | 1:42,12 | Henrik Kristoffersen  | 1:42,67 |

### Kvinder
| Disciplin        | Guld                      | Guld    | Sølv              | Sølv             | Bronze              | Bronze  |
| ---------------- | ------------------------- | ------- | ----------------- | ---------------- | ------------------- | ------- |
| Styrtløb         | Dominique Gisin Tina Maze | 1:41,57 | Ingen sølvvinder  | Ingen sølvvinder | Lara Gut            | 1:41,67 |
| Super G          | Anna Fenninger            | 1:25,52 | Maria Höfl-Riesch | 1:26,07          | Nicole Hosp         | 1:26,18 |
| Superkombination | Maria Höfl-Riesch         | 2:34,62 | Nicole Hosp       | 2:35,02          | Julia Mancuso       | 2:35,15 |
| Storslalom       | Tina Maze                 | 2:36,87 | Anna Fenninger    | 2:36,94          | Viktoria Rebensburg | 2:37,14 |
| Slalom           | Mikaela Shiffrin          | 1:44,54 | Marlies Schild    | 1:45,07          | Kathrin Zettel      | 1:45,35 |

## Medaljetabel
| Plac. | Land            | Guld | Sølv | Bronze | Total |
| ----- | --------------- | ---- | ---- | ------ | ----- |
| 1.    | Østrig (AUT)    | 3    | 4    | 2      | 9     |
| 2.    | USA (USA)       | 2    | 1    | 2      | 5     |
| 3.    | Schweiz (SUI)   | 2    | 0    | 1      | 3     |
| 4.    | Slovenien (SLO) | 2    | 0    | 0      | 2     |
| 5.    | Tyskland (GER)  | 1    | 1    | 1      | 3     |
| 6.    | Norge (NOR)     | 1    | 0    | 2      | 3     |
| 7.    | Frankrig (FRA)  | 0    | 1    | 1      | 2     |
| 7.    | Italien (ITA)   | 0    | 1    | 1      | 2     |
| 9.    | Kroatien (CRO)  | 0    | 1    | 0      | 1     |
| 10.   | Canada (CAN)    | 0    | 0    | 1      | 1     |